# بوحني أولاد الفثيه (أولاد عبد الدايم)
بوحني أولاد الفثيه هو دُوَّار يقع بجماعة دار الكبداني، إقليم الدريوش، جهة الشرق في المملكة المغربية. ينتمي الدوّار لمشيخة أولاد عبد الدايم التي تضم 36 دوار. يقدر عدد سكانه بـ 240 نسمة حسب الإحصاء الرسمي للسكان والسكنى لسنة 2004.

## روابط خارجية
- البوابة الوطنية للجماعات الترابية نسخة محفوظة 12 مارس 2018 على موقع واي باك مشين.
- المندوبية السامية للتخطيط